# 27. avgust
27. avgust je 239. dan leta (240. v prestopnih letih) v gregorijanskem koledarju. Ostaja še 126 dni.

## Dogodki
- 1689 – s pogodbo iz Nerčinska Rusija in Kitajska določita mejo na Amurju
- 1883 – izbruh indonezijskega vulkana Krakatau, ki zahteva 36.000 žrtev, velja za enega najhujših v zgodovini
- 1896 – po 40 minutah se konča Britansko-zanzibarska vojna, najkrajša vojna v človeški zgodovini
- 1914 – kapitulacija nemške kolonije Togo
- 1928 – Francija, ZDA, Nemčija, Velika Britanija, Italija, Poljska, Češkoslovaška, Belgija in Japonska v Parizu podpišejo Briand-Kelloggov pakt
- 1940:
  - Kamerun se pridruži Svobodni Franciji
  - ZDA sprejmejo zakon o obvezni vojaški službi
- 1962 – izstrelijo medplanetarno vesoljsko sondo Mariner 2 proti Veneri
- 2000 – v požaru zgori Ostankinski stolp v Moskvi

## Rojstva
- 1677 – Otto Ferdinand von Abensperg und Traun, avstrijski feldmaršal († 1748)
- 1698 – Israel ben Eliezer, imenovan tudi Ba'al Shem Tov, začetnik hasidijske ločine Judov († 1760)
- 1703 – Ferdinand Avguštin Hallerstein, slovenski jezuit, misijonar in astronom († 1774)
- 1730 – Johann Georg Hamann, nemški filozof in pisatelj († 1788)
- 1770 – Georg Wilhelm Friedrich Hegel, nemški filozof († 1831)
- 1776 – Barthold Georg Niebuhr, nemški zgodovinar († 1831)
- 1845 – Fjodor Fjodorovič Martens, ruski pravnik, diplomat († 1909)
- 1858 – Giuseppe Peano, italijanski matematik in logik († 1932)
- 1865 – Charles Gates Dawes, ameriški bankir, politik, nobelovec (†1951)
- 1871 – Theodore Herman Albert Dreiser, ameriški pisatelj († 1945)
- 1874 – Carl Bosch, nemški kemik, inženir, nobelovec 1931 († 1940)
- 1878 – Pjotr Nikolajevič Vrangel, ruski general († 1928)
- 1885 – Julij Betetto, slovenski basist, operni pevec, pedagog († 1963)
- 1886 – Angela Piskernik, prva slovenska dr. nar. znanosti, naravovarstvenica († 1967)
- 1890 – Man Ray, ameriški slikar, fotograf, filmski režiser († 1976)
- 1906 – Ed Gein, ameriški množični morilec († 1984)
- 1910 – Mati Terezija, albansko-indijska redovnica, nobelovka 1979 († 1997)
- 1926 – Kristen Nygaard, norveški matematik, računalnikar, politik († 2002)
- 1937 – Aci Bertoncelj, slovenski pianist in pedagog († 2002)
- 1939 – Nikola Pilić, hrvaški tenisač in trener
- 1947 – Barbara Bach, ameriška filmska igralka in fotomodel
- 1959 – Gerhard Berger, avstrijski dirkač formule 1

## Smrti
- 1146 – Erik III., danski kralj (* 1120)
- 1182 – Marija Antiohijska, bizantinska cesarica, regentka (* 1145)
- 1208 – Irena Angelina, bizantinska princesa, nemška kraljica, soproga Filipa Švabskega (* 1177)
- 1237 – Al-Ašraf, sirski sultan iz dinastije Ajubidov
- 1255 – Hugo iz Lincolna, angleški otroški svetnik (* 1246)
- 1394 – cesar Čokei, 98. japonski cesar (* 1343)
- 1576 – Tizian, italijanski slikar (* 1490)
- 1635 – Félix Lope de Vega Carpio, španski dramatik (* 1562)
- 1664 – Francisco Zurbarán, španski (baskovski) slikar (* 1598)
- 1735 – Peter Browne, irski anglikanski škof in teolog (* 1665)
- 1831 – François Dumont, francoski slikar (* 1751)
- 1909 – Emil Christian Hansen, danski botanik (* 1842)
- 1919 – Louis Botha, južnoafriški general, državnik (* 1862)
- 1929 – Herman Potočnik, slovenski raketni inženir, vizionar (* 1892)
- 1935 – Frederick Childe Hassam, ameriški slikar, grafik (* 1859)
- 1945 – Reynold Alleyne Nicholson, angleški orientalist in raziskovalec islama (* 1868)
- 1958 – Ernest Orlando Lawrence, ameriški fizik, nobelovec 1939 (* 1901)
- 1963 – Garrett Morgan, ameriški izumitelj (* 1877)
- 1965 – Le Corbusier, švicarsko-francoski arhitekt (* 1887)
- 1975 – Hajle Selasije I., etiopski neguš negasti (* 1892)
- 1979 – Louis Mountbatten, britanski državnik (* 1900)